# Антон Унгер
Антон Унгер (нім. Anton Unger; 17 квітня 1879, Цнайм — 14 січня 1945, Цнайм) — австро-угорський, австрійський і німецький офіцер, титулярний генерал-майор австрійської армії (31 липня 1932), генерал-майор до розпорядження вермахту (1 червня 1941).

## Біографія
18 серпня 1900 року вступив у австро-угорську армію. Учасник Першої світової війни, після завершення якої продовжив службу в австрійській армії. 31 липня 1932 року вийшов у відставку.
Після аншлюсу (за іншими даними — влітку 1939 року) переданий в розпорядження вермахту і призначений комендантом транзитного табору XVII біля військового полігону Деллерсгайм. В середині жовтня 1939 року призначений комендантом табору для військовополонених XVII C, 15 червня 1940 року — табору для полонених офіцерів XVII A.

## Нагороди
- Ювілейний хрест
- Пам'ятний хрест 1912/13
- Бронзова медаль «За військові заслуги» (Австро-Угорщина) з мечами
- Хрест «За військові заслуги» (Австро-Угорщина) 3-го класу з військовою відзнакою і мечами
- Орден Залізної Корони 3-го класу з військовою відзнакою і мечами
- Військовий Хрест Карла
- Пам'ятна військова медаль (Австрія) з мечами
- Почесний хрест ветерана війни з мечами
- Медаль «За вислугу років у Вермахті» 4-го, 3-го, 2-го і 1-го класу (25 років)
- Хрест Воєнних заслуг
  - 2-го класу з мечами (20 листопада 1940)
  - 1-го класу з мечами (30 січня 1943)